# Transformers: Armada
A Transformers: Armada vagy Transformerek (超ロボット生命体トランスフォーマー マイクロン伝説; Hepburn: Chō Robotto Seimeitai Toransufōmā Maikuron Densetsu; Chō Robot Seimeitai Transformers: Micron Densetsu) 2002-től 2003-ig vetített japán–amerikai televíziós rajzfilmsorozat, amely az ACTAS Inc. és az Aeon, Inc. gyártásában készült. Az amerikai Hasbro és a japán Takara játékgyártó cégek együttműködése során létrejött, 2002-től 2003-ig futott Transformers-széria, amely magába foglal egy animesorozatot és több képregényt is. Az Unikron Trilógia első része, így a később futó Transformers: Energon című animációs sorozat, ennek a folytatásának tekinthető, ám ezzel ellentétben 2D-s számítógépes animációt használt a robotszereplőinek megjelenítésére, amíg a hátterek és az emberek rajzzal készültek. Műfaja akciófilm-sorozat, kalandfilmsorozat és sci-fi filmsorozat. Japánban 2003. január 10. és 2003. december 26. között a TV Tokyo tűzte műsorára. Az Egyesült Államokban 2002. augusztus 23. és 2003. december 12. között a Cartoon Network vetítette. Magyarországon 2011. május 14. és 2011. július 4. között a Zone Club osztott frekvenciáján, a Megamax sugározta, 2017-ben pedig a Kiwi TV is műsorára tűzte Transformerek címmel.

## Történet

### Háttér
A Kibertron valaha békés bolygó volt, robotszerű, technológiailag magasan fejlett lakói autobotnak nevezték magukat. Azonban egy nap Megatron és lázadó harcosai, a decepticonok háborút indítottak, hogy leigázzák a bolygót, majd a világot. Az autobotok ellenálltak. A pusztító háborúskodás új fordulatot vett, amikor előbukkant a Kibertron egyik rejtett szektorából egy új, kistermetű alakváltó faj, a minikonok. A decepticonok hamar rájöttek, hogy rabszolgaként használva őket, megsokszorozhatják a támadó erejüket. Más minikonok az autobotok mellé álltak. Egy nap azonban a minikonok nem akartak többé részt venni az értelmetlen háborúban, és egy hajóval elmenekültek. Az decepticonok üldözték őket, és a sérült minikon-hajó egy rosszul kiszámított hipertér-ugrás után az akkor még élettelen Föld  bolygóba csapódott. A minikonok egy része hibernált állapotban szétszóródott szerte a Földön.
Évmilliók múlva egy csillagászati kutatóbázis pár iskolás gyermeke a közeli barlangokat átcserkészve, rátalál a sérült minikon-űrhajóra, és egyiküket felkelti a hibernációból. Az űrhajó még épen maradt rendszerei azonnal vészjelzést küldenek a Kibertronra, amelyet a még mindig ott háborúskodó autobotok és decepticonok egyaránt észlelnek. Mindkét frakció azonnal a Naprendszerbe küldi vezéreit és legjobb harcosait, és újrakezdődik a hajsza az egykor szövetséges apró alakváltók megnyeréséért ...

## Unikron Trilógia
A sorozat az Unikron Trilógia első szezonja, amely az alábbi szériákból áll.
- Transformers: Armada
- Transformers: Energon
- Transformers: Cybertron

## Szereplők
| Szereplő (magyar név)                      | Eredeti hang            | Magyar hang                                            |            |
| Autobotok                                  | Autobotok               | Autobotok                                              | Autobotok  |
| ------------------------------------------ | ----------------------- | ------------------------------------------------------ | ---------- |
| Optimus Prime                              | Garry Chalk             | Bolla Róbert                                           |            |
| Hot Shot (Nagymenő)                        | Brent Miller            | György-Rózsa Sándor                                    |            |
| Red Alert (Riadó)                          | Brian Dobson            | Lázár Balázs                                           |            |
| Jetfire (Géptűz)                           | Scott McNeil            | Láng Balázs                                            |            |
| Smokescreen / Hoist (Füstfüggöny / Csörlő) | Dale Wilson             | Sánta László                                           |            |
| Scavenger (Dögevő)                         | Ward Perry              | Mikula Sándor                                          |            |
| Blurr (Homály)                             | Brian Drummond          | Juhász György                                          |            |
| Side Swipe (Sűrű)                          | Sam Vincent             | Harcsik Róbert                                         |            |
| Decepticonok                               |                         |                                                        |            |
| Megatron / Galvatron                       | David Kaye              | Papucsek Vilmos                                        |            |
| Starscream (Csillagsikoly)                 | Michael Dobson          | Fellegi Lénárd                                         |            |
| Demolishor (Pusztító)                      | Alvin Sanders           | Király Adrián Sánta László (50. rész)                  |            |
| Cyclonus (Ciklonusz)                       | Don Brown               | Albert Péter                                           |            |
| Tidal Wave (Hullámsír)                     | Doug Parker             | Péter Richárd                                          |            |
| Thrust (Tengely)                           | Colin Murdoch           | Szersén Gyula                                          |            |
| Wheeljack (Volánjack)                      | Doug Parker             | Szkárosi Márk                                          |            |
| További Transformerek                      |                         |                                                        |            |
| Sideways (Kanyargó)                        | Paul Dobson             | Posta Victor                                           |            |
| Nemesis Prime                              | Paul Dobson             | Dézsy Szabó Gábor                                      |            |
| Unicron                                    | Mark Acheson            | Posta Victor (51. rész)                                |            |
| Minikonok                                  |                         |                                                        |            |
| High Wire (Vezeték)                        | Terry Klassen           | Szalay Csongor                                         |            |
| Grindor (Daráló)                           | Nem beszél              | Nem beszél                                             | Nem beszél |
| Sureshock (Sokkos)                         | Nem beszél              | Nem beszél                                             | Nem beszél |
| Emberek                                    |                         |                                                        |            |
| Rad White                                  | Kirby Morrow            | Előd Botond                                            |            |
| Carlos Lopez                               | Matt Hill               | Joó Gábor                                              |            |
| Alexis Thi Dang                            | Tabitha St. Germain     | Pupos Tímea                                            |            |
| Billy                                      | Andrew Francis          | Pálmai Szabolcs                                        |            |
| Fred                                       | Tony Sampson            | Szűcs Péter Pál                                        |            |
| További szereplők                          |                         |                                                        |            |
| Amphitrite                                 | Kelly Sheridan          | Talmács Márta                                          |            |
| Kelly Bomgartner                           | Nicole Oliver           | Szabó Zselyke (19. rész) Nádasi Veronika (38-39. rész) |            |
| Rad White szülei                           | Ward PerryEllen Kennedy | Pálfai PéterHirling Judit                              |            |
| Narrátor                                   | Jim Conrad              | Bozai József                                           |            |

## Magyar változat
A szinkront az 1. résztől a 26. részig a Mirax megbízásából, illetve a 27. résztől az 52. részig a Megamax megbízásából a Masterfilm Digital Kft. készítette. Az 1. résztől a 26. részig a Mirax forgalmazza.
- Magyar szöveg: Szojka László
- Hangmérnök: Kiss István (1-26. rész)
- Hangmérnök és vágó: Schupkégel Sándor (27-52. rész)
- Gyártásvezető: Lajtai Erzsébet
- Szinkronrendező: Talpas Iván
- Felolvasó: Bozai József
- További magyar hangok: Endrédi Máté, Garamszegi Gábor, Glósz András, Jánosi Ferenc, Kapácsy Miklós, Pipó László, Potocsny Andor, Suhajda Dániel, Szinovál Gyula, Timon Barna, Tóth Szilvia, Ungvári Gergely

## Epizódok
| #                                       | Amerikai bemutató    | Magyar bemutató  | Eredeti cím                   | Magyar cím                           |
| --------------------------------------- | -------------------- | ---------------- | ----------------------------- | ------------------------------------ |
|                                         |                      |                  |                               |                                      |
| 01.                                     | 2002. augusztus 23.  | 2011. május 14.  | Transformers: First Encounter | Transformerek: Az első találkozás    |
|                                         |                      |                  |                               |                                      |
| 02.                                     | 2002. augusztus 23.  | 2011. május 15.  | Transformers: Metamorphosis   | Transformerek: Átalakulás            |
|                                         |                      |                  |                               |                                      |
| 03.                                     | 2002. augusztus 23.  | 2011. május 16.  | Transformers: Base            | Transformerek: A bázis               |
|                                         |                      |                  |                               |                                      |
| 04.                                     | 2002. szeptember 20. | 2011. május 17.  | Transformers: Comrade         | Transformerek: Fegyvertárs           |
|                                         |                      |                  |                               |                                      |
| 05.                                     | 2002. szeptember 27. | 2011. május 18.  | Transformers: Soldier         | Transformerek: Hideg nyom            |
|                                         |                      |                  |                               |                                      |
| 06.                                     | 2002. október 4.     | 2011. május 19.  | Transformers: Jungle          | Transformerek: Erdőtűz               |
|                                         |                      |                  |                               |                                      |
| 07.                                     | 2002. október 11.    | 2011. május 20.  | Transformers: Carnival        | Transformerek: Robot-parádé          |
|                                         |                      |                  |                               |                                      |
| 08.                                     | 2002. október 18.    | 2011. május 21.  | Transformers: Palace          | Transformerek: Sivatagi palota       |
|                                         |                      |                  |                               |                                      |
| 09.                                     | 2002. október 25.    | 2011. május 22.  | Transformers: Confrontation   | Transformerek: Túszok                |
|                                         |                      |                  |                               |                                      |
| 10.                                     | 2002. november 1.    | 2011. május 23.  | Transformers: Underground     | Transformerek: A föld alatt          |
|                                         |                      |                  |                               |                                      |
| 11.                                     | 2002. november 8.    | 2011. május 24.  | Transformers: Ruin            | Transformerek: Romok a víz alatt     |
|                                         |                      |                  |                               |                                      |
| 12.                                     | 2002. november 15.   | 2011. május 25.  | Transformers: Prehistory      | Transformerek: Tűzhányó              |
|                                         |                      |                  |                               |                                      |
| 13.                                     | 2002. november 22.   | 2011. május 26.  | Transformers: Swoop           | Transformerek: Rajtaütés             |
|                                         |                      |                  |                               |                                      |
| 14.                                     | 2002. november 29.   | 2011. május 27.  | Transformers: Overmatch       | Transformerek: Zsoldos               |
|                                         |                      |                  |                               |                                      |
| 15.                                     | 2002. december 6.    | 2011. május 28.  | Transformers: Gale            | Transformerek: A titokzatos idegen   |
|                                         |                      |                  |                               |                                      |
| 16.                                     | 2002. december 13.   | 2011. május 29.  | Transformers: Credulous       | Transformerek: Árulás                |
|                                         |                      |                  |                               |                                      |
| 17.                                     | 2002. december 20.   | 2011. május 30.  | Transformers: Conspiracy      | Transformerek: Csapda a ködben       |
|                                         |                      |                  |                               |                                      |
| 18.                                     | 2002. december 27.   | 2011. május 31.  | Transformers: Trust           | Transformerek: Az új szövetséges     |
|                                         |                      |                  |                               |                                      |
| 19.                                     | 2003. január 3.      | 2011. június 1.  | Transformers: Vacation        | Transformerek: Vakáció               |
|                                         |                      |                  |                               |                                      |
| 20.                                     | 2003. január 10.     | 2011. június 2.  | Transformers: Reinforcement   | Transformerek: Bajtársak             |
|                                         |                      |                  |                               |                                      |
| 21.                                     | 2003. január 17.     | 2011. június 3.  | Transformers: Decisive Battle | Transformerek: Döntő ütközet         |
|                                         |                      |                  |                               |                                      |
| 22.                                     | 2003. január 24.     | 2011. június 4.  | Transformers: Vow             | Transformerek: Kelepce               |
|                                         |                      |                  |                               |                                      |
| 23.                                     | 2003. január 31.     | 2011. június 5.  | Transformers: Rebellion       | Transformerek: Lázadás               |
|                                         |                      |                  |                               |                                      |
| 24.                                     | 2003. február 7.     | 2011. június 6.  | Transformers: Chase           | Transformerek: Hipertér              |
|                                         |                      |                  |                               |                                      |
| 25.                                     | 2003. február 14.    | 2011. június 7.  | Transformers: Tactician       | Transformerek: A taktikus            |
|                                         |                      |                  |                               |                                      |
| 26.                                     | 2003. február 21.    | 2011. június 8.  | Transformers: Linkup          | Transformerek: Csatlakozás           |
|                                         |                      |                  |                               |                                      |
| 27.                                     | 2003. március 1.     | 2011. június 9.  | Transformers: Detection       | Transformerek: Megtévesztés          |
|                                         |                      |                  |                               |                                      |
| 28.                                     | 2003. március 8.     | 2011. június 10. | Transformers: Awakening       | Transformerek: Ébredés               |
|                                         |                      |                  |                               |                                      |
| 29.                                     | 2003. március 15.    | 2011. június 11. | Transformers: Desperate       | Transformerek: Közel a vég           |
|                                         |                      |                  |                               |                                      |
| 30.                                     | 2003. március 22.    | 2011. június 12. | Transformers: Runaway         | Transformerek: Menekülés             |
|                                         |                      |                  |                               |                                      |
| 31.                                     | 2003. március 29.    | 2011. június 13. | Transformers: Past            | Transformerek: A múlt árnyai 1. rész |
|                                         |                      |                  |                               |                                      |
| 32.                                     | 2003. április 5.     | 2011. június 14. | Transformers: Past II         | Transformerek: A múlt árnyai 2. rész |
|                                         |                      |                  |                               |                                      |
| 33.                                     | 2003. április 12.    | 2011. június 15. | Transformers: Sacrifice       | Transformerek: Áldozat               |
|                                         |                      |                  |                               |                                      |
| 34.                                     | 2003. április 19.    | 2011. június 16. | Transformers: Regeneration    | Transformerek: Átállás               |
|                                         |                      |                  |                               |                                      |
| 35.                                     | 2003. április 26.    | 2011. június 17. | Transformers: Rescue          | Transformerek: Mentőakció            |
|                                         |                      |                  |                               |                                      |
| 36.                                     | 2003. május 3.       | 2011. június 18. | Transformers: Mars            | Transformerek: Mars                  |
|                                         |                      |                  |                               |                                      |
| 37.                                     | 2003. május 10.      | 2011. június 19. | Transformers: Crack           | Transformerek: Árulás                |
|                                         |                      |                  |                               |                                      |
| 38.                                     | 2003. október 3.     | 2011. június 20. | Transformers: Threaten        | Transformerek: Fenyegetés            |
|                                         |                      |                  |                               |                                      |
| 39.                                     | 2003. október 10.    | 2011. június 21. | Transformers: Crisis          | Transformerek: Válság                |
|                                         |                      |                  |                               |                                      |
| 40.                                     | 2003. október 17.    | 2011. június 22. | Transformers: Remorse         | Transformerek: Gyász                 |
|                                         |                      |                  |                               |                                      |
| Az Unicron csaták (The Unicron Battles) |                      |                  |                               |                                      |
|                                         |                      |                  |                               |                                      |
| 41.                                     | 2003. október 24.    | 2011. június 23. | Transformers: Depart          | Transformerek: Indulás               |
|                                         |                      |                  |                               |                                      |
| 42.                                     | 2003. október 31.    | 2011. június 24. | Transformers: Miracle         | Transformerek: Csoda                 |
|                                         |                      |                  |                               |                                      |
| 43.                                     | 2003. november 7.    | 2011. június 25. | Transformers: Puppet          | Transformerek: Új ellenség           |
|                                         |                      |                  |                               |                                      |
| 44.                                     | 2003. november 14.   | 2011. június 26. | Transformers: Uprising        | Transformerek: Ütközet               |
|                                         |                      |                  |                               |                                      |
| 45.                                     | 2003. november 21.   | 2011. június 27. | Transformers: Dash            | Transformerek: Összeütközés          |
|                                         |                      |                  |                               |                                      |
| 46.                                     | 2003. november 28.   | 2011. június 28. | Transformers: Drift           | Transformerek: Visszatérés           |
|                                         |                      |                  |                               |                                      |
| 47.                                     | 2003. december 5.    | 2011. június 29. | Transformers: Portent         | Transformerek: Hajsza és menekülés   |
|                                         |                      |                  |                               |                                      |
| 48.                                     | 2003. december 8.    | 2011. június 30. | Transformers: Cramp           | Transformerek: Párbaj                |
|                                         |                      |                  |                               |                                      |
| 49.                                     | 2003. december 9.    | 2011. július 1.  | Transformers: Alliance        | Transformerek: Felderítés            |
|                                         |                      |                  |                               |                                      |
| 50.                                     | 2003. december 10.   | 2011. július 2.  | Transformers: Union           | Transformerek: Közös erővel          |
|                                         |                      |                  |                               |                                      |
| 51.                                     | 2003. december 11.   | 2011. július 3.  | Transformers: Origin          | Transformerek: A világ ura           |
|                                         |                      |                  |                               |                                      |
| 52.                                     | 2003. december 12.   | 2011. július 4.  | Transformers: Mortal Combat   | Transformerek: A végső csata         |
|                                         |                      |                  |                               |                                      |